# 巴鲁埃洛德尔瓦列
巴鲁埃洛德尔瓦列，是西班牙卡斯蒂利亚-莱昂巴利亚多利德省的一个市镇。总面积13平方公里，总人口76人（2001年），人口密度6人/平方公里。